# تاغان (درميان)
تاغان (بالفارسية: تاغان) هي مستوطنة تقع في إيران في قسم درمیان الريفي. يقدر عدد سكانها بـ 988 نسمة بحسب إحصاء 2016.